# 栗本鐵工所
株式会社栗本鐵工所（くりもとてっこうしょ、英文社名 Kurimoto, Ltd.）は、大阪府大阪市西区北堀江に本社を置く、日本の鋳鉄管メーカーである。
鋳鉄管のシェアはクボタに次いで業界2位。上水道・下水道など公共事業に依存している。また、建材事業部で国内トップクラスの空調・設備資材の製造販売を行っている。
大輪会の会員企業である。

## 概要
創業者の栗本勇之助が、1909年（明治42年）に現在の大阪府大阪市大正区千島にて、水道やガス用の鋳鉄管を製造すべく創業。鋳鉄管メーカーとしては、老舗に相当し、2002年に千島工場が閉鎖されたものの、創業地を記念して同所には栗本鐵工所発祥の地の石碑が残されている。
現在も鋳鉄管が主力製品ではあるが、繊維強化プラスチック（FRP）製の配管等も製造しており、その技術を生かして炭素繊維強化プラスチック（CFRP）製の自動車部品製造受託事業に参入することを目指すとしている。
そのほか、脱溶剤装置と反応装置をトータルシステムで販売するために、住吉工場内にテストセンターを設置したり、鋳鉄、鋳鋼製品の製造・販売を行う子会社である株式会社佐世保メタルを太平洋セメント株式会社の子会社である株式会社香春製鋼所と合併させる など、鋳鉄管を中心とした事業構造の変革に着手している。
2019年に創業110周年を迎えたことを機に会社スローガンを『BEYOND THE BORDER!』と定め、ロゴマークも一新。またイメージソングとして「Challenge to change」（歌唱：オカダユータ）を制定した。

## 主要事業所
- 本社 - 大阪府大阪市西区北堀江1-12-19
- 支社
  - 東京支社 - 東京都港区港南2丁目16番2号　太陽生命品川ビル
- 工場
  - 加賀屋工場 - 大阪府大阪市住之江区泉2丁目
  - 住吉工場 - 大阪府大阪市住之江区柴谷2丁目
  - 堺工場 - 大阪府堺市西区石津西町
  - 堺築港工場 - 大阪府堺市西区築港新町1丁目
  - 交野工場 - 大阪府交野市幾野5丁目13-1
  - 札幌工場 - 北海道札幌市西区発寒15条12丁目
  - 仙台工場 - 宮城県黒川郡大郷町味明字青木沢北山
  - 古河工場 - 茨城県古河市丘里
  - 知多工場 - 愛知県知多市新刀池2丁目
  - 湖東工場 - 滋賀県東近江市小八木町
  - 滋賀工場 - 滋賀県愛知郡愛荘町東円堂
  - 岡山工場 - 岡山県備前市吉永町金谷
  - 福岡工場 - 福岡県宮若市沼口

## 沿革
- 1909年（明治42年）2月2日 - 合資会社栗本鐵工所が創業、千島工場操業開始。
- 1934年（昭和9年）5月10日 - 株式会社栗本鐵工所に改組。
- 1938年（昭和13年）3月 - 住吉工場が操業開始。
- 1940年（昭和15年）11月 - 明光重工業株式会社を合併し、加賀屋工場が発足。
- 1949年（昭和24年）5月 - 東京証券取引所・大阪証券取引所に株式上場。
- 1960年（昭和35年）11月 - 松戸工場が操業開始。
- 1968年（昭和43年）9月 - 交野工場が操業開始。
- 1969年（昭和44年）5月 - 泉北工場が操業開始。
- 1971年（昭和46年）8月 - 埼玉工場が操業開始。
- 1972年（昭和47年）12月 - 堺工場（現・大阪臨海工場）が操業開始。
- 1984年（昭和59年）1月 - 札幌工場が操業開始。
- 1987年（昭和62年）4月 - 新日本パイプ株式会社を合併、堺工場が発足。若宮工場（現・福岡工場）が操業開始。
- 1989年（平成元年）8月 - 堺築港工場が操業開始。
- 1991年（平成3年）10月 - 広島工場が操業開始。
- 1998年（平成10年）8月 - 仙台工場が操業開始。
- 1999年（平成11年）2月 - 水道管等に用いるダクタイル鋳鉄管における私的独占の禁止及び公正取引の確保に関する法律（独占禁止法）違反（ヤミカルテル）の疑いで、公正取引委員会が同社のほか、クボタ、日本鋳鉄管の各社を摘発。
- 2000年（平成12年）5月 - 知多工場が操業開始。
- 2001年（平成13年）10月 - 古河工場が操業開始。
- 2002年（平成14年）
  - 3月 - 千島工場閉鎖。
  - 10月 - 広島工場閉鎖。
  - 11月 - 岡山工場が操業開始。
- 2003年（平成15年）3月 - 松戸工場閉鎖。
- 2005年（平成17年）9月 - 埼玉工場閉鎖。
- 2007年（平成19年）
  - 3月 - 泉北工場閉鎖。
  - 11月 - 橋梁関連事業を栗本橋梁エンジニアリングへ分割承継。
- 2008年（平成20年）10月 - 環境事業をクリモトテクノスへ事業譲渡。
- 2009年（平成21年）
  - 3月 - クリモトファイナンスを吸収合併。
  - 4月 - ピー・エス・ティーを吸収合併。
  - 8月 - 完全子会社である栗本橋梁エンジニアリングの株式をIHIに全て譲渡（同年11月1日に松尾橋梁に吸収合併され、IHIインフラシステムに商号変更）。
  - 9月 - 同年6月4日に民事再生法の適用を申請した完全子会社・栗本建設工業の株式を1円譲渡。
  - 10月 - 栗本化成工業・クリモトメック・栗本細野を吸収合併。
- 2010年（平成22年）1月 - 水門事業をIHIインフラシステムへ事業譲渡。
- 2017年（平成28年）
  - 4月 - 連結子会社である佐世保メタルを太平洋セメントの系列会社、香春製鋼所と合併。ジャパンキャステリングを設立。
  - 8月 - 完全子会社のクリモトポリマーが、民事再生手続中のダイカポリマーから事業を譲受[9][10]。
- 2022年（令和4年）1月 - 神東塗料が水道管用の合成樹脂塗料の認証を不正に取得していた疑いに伴いダクタイル鋳鉄管の出荷を停止[11]。

## 連結子会社
- 栗本商事株式会社
- クリモトロジスティクス株式会社
- ジャパンキャステリング株式会社
- ヤマトガワ株式会社
- 株式会社本山製作所
- 株式会社ケイエステック
- 北海道管材株式会社
- 八洲化工機株式会社
- 日本カイザー株式会社
- 株式会社クリモトビジネスアソシエイツ
- クリモトポリマー株式会社

## 協力会社
- 株式会社ミヤマエ
- 株式会社交野運送
- 有限会社ハマセイクリエイト
- 有限会社中山工業

## 高速道路橋梁の型枠強度改竄
2007年（平成19年）11月21日、高速道路の鉄筋コンクリート橋梁の内部に空洞を造る為に利用する鉄製型枠を自社で製造する際の強度試験に於ける数値の改竄を、1965年（昭和40年）頃から約40年間その手順もマニュアル（手引書）化して行っていたことが発覚した。 これを受けて東日本高速道路、中日本高速道路、西日本高速道路の3社が設備の緊急点検を早急に行うことになった。改竄の型枠は高速道路の約7350か所と国道の約1700ケ所で使われている。外部の専門家による技術検討の結果、「安全性への長期的な影響は無いと考えられる」との結論が出された。

## 提供番組

### 現在
ラジオ
- オールナイトニッポン（ニッポン放送・NRN系列）
  - Creepy Nutsのオールナイトニッポン(月曜)
  - ナインティナインのオールナイトニッポン(木曜)

### 過去
テレビ
- ウェークアップ!（読売テレビ製作・日本テレビ系列）
- JNN報道特集（TBS）
- 朝まで生テレビ!（テレビ朝日）

ラジオ
- オールナイトニッポン（ニッポン放送・NRN系列）
  - 菅田将暉のオールナイトニッポン